# Såg-Djupträsket
Såg-Djupträsket är en sjö i Luleå kommun i Norrbotten och ingår i Råneälvens huvudavrinningsområde. Sjön har en area på 1,1 kvadratkilometer och ligger 42,1 meter över havet. Sjön avvattnas av vattendraget Kvarnån (Forsträskbäcken).

## Delavrinningsområde
Såg-Djupträsket ingår i det delavrinningsområde (734188-178115) som SMHI kallar för Utloppet av Såg-Djupträsket. Medelhöjden är 66 meter över havet och ytan är 4,93 kvadratkilometer. Räknas de 5 avrinningsområdena uppströms in blir den ackumulerade arean 76,61 kvadratkilometer. Kvarnån (Forsträskbäcken) som avvattnar avrinningsområdet har biflödesordning 2, vilket innebär att vattnet flödar genom totalt 2 vattendrag innan det når havet efter 39 kilometer. Avrinningsområdet består mestadels av skog (56 procent). Avrinningsområdet har 1,22 kvadratkilometer vattenytor vilket ger det en sjöprocent på 24,6 procent.